# Abstention

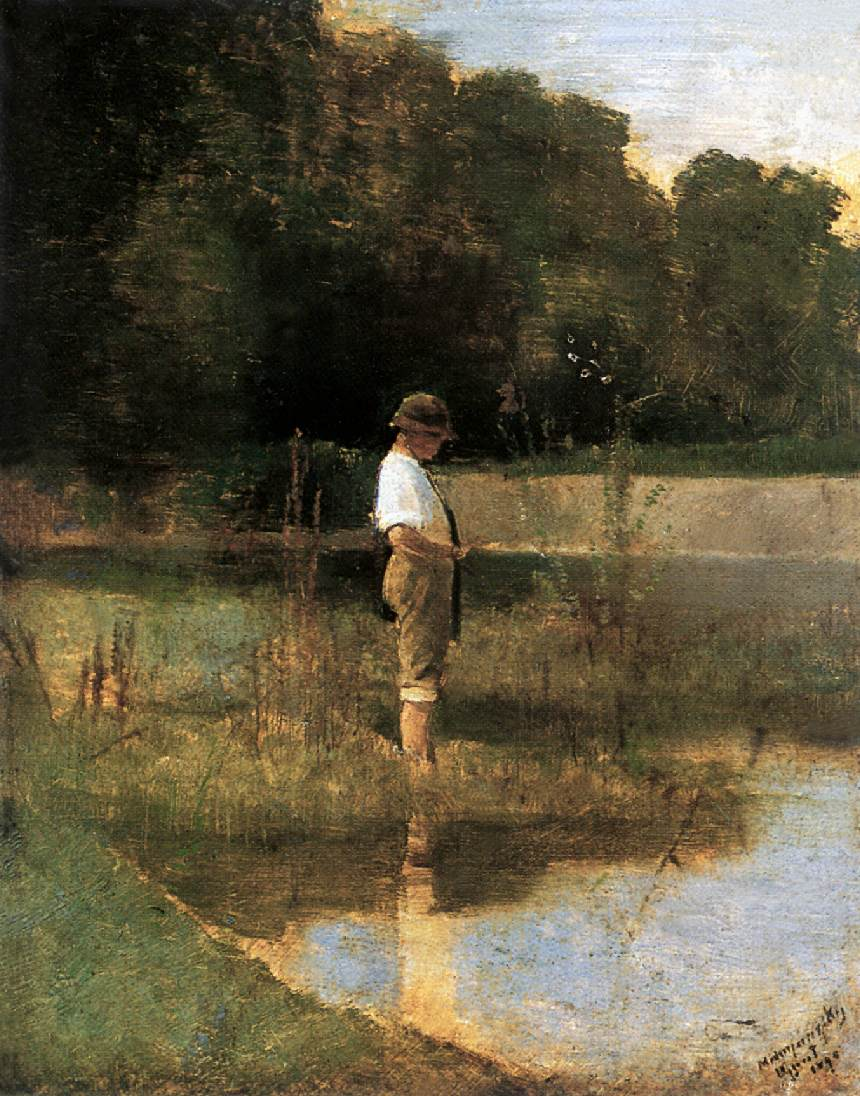
Les abstentionnistes sont souvent vus comme des « pêcheurs à la ligne »
(peinture de László Mednyánszky - 1890).

 (juillet 2025).
L'abstention ou abstention de vote est le fait de ne pas voter lors d'une élection (abstention électorale) ou au cours de toute autre procédure consultative (référendum national ou local, votation populaire en Suisse) malgré une inscription sur les listes électorales. La personne qui ne vote pas est qualifiée d'« abstentionniste ».
Les motivations des abstentionnistes sont diverses. En cas de fort niveau d'abstention, la légitimité des décisions votées ou des résultats d'élections peut, indépendamment de leur valeur légale, être fragilisée, notamment par l'idée que la « majorité silencieuse » ne se serait pas exprimée par le vote.
Le vote blanc et le vote nul ne relèvent pas de l’abstention ; ces suffrages sont généralement enregistrés comme « non exprimés ».

## Définition et modalités

### Statut légal
En France, à compter de dix-huit ans (âge de la majorité civile), l'inscription sur les listes électorales est un droit, mais aussi une obligation : elle est en principe obligatoire (article L9 du Code électoral), bien que le défaut d'inscription ne soit soumis à aucune sanction. En France, l'inscription est automatique pour les jeunes qui à l'âge de 16 ans participent au recensement citoyen.
En Belgique, l'inscription et le vote sont obligatoires.

### Calcul du taux d'abstention

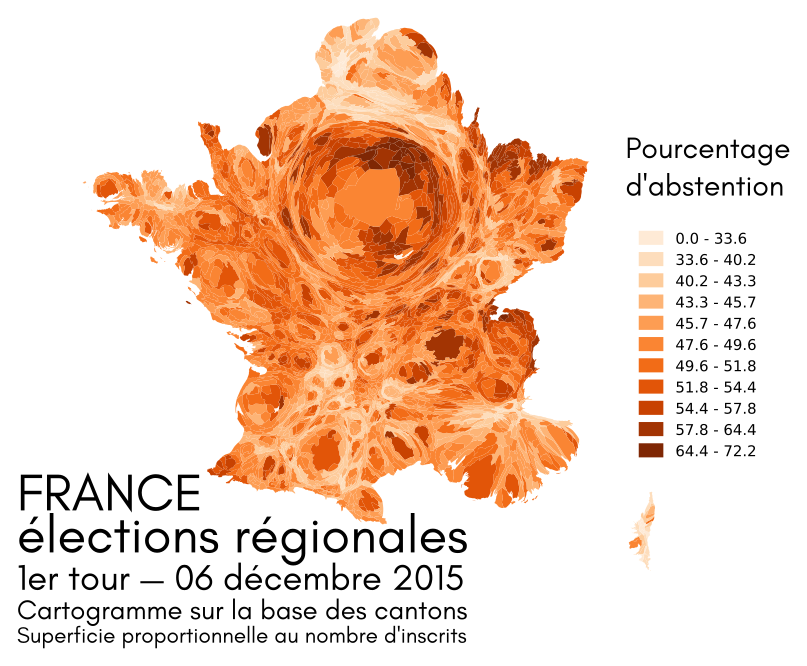
Cartogramme de l'abstention au premier tour des élections régionales françaises de 2015.

Le taux d'abstention peut être calculé de différentes manières :
- En France, le ratio est établi en rapportant le nombre des citoyens s'étant abstenus lors d'un vote au nombre de ceux inscrits sur les listes électorales, à la date du scrutin.
- Aux États-Unis, le ratio est calculé par rapport à tous les électeurs potentiels[6]. C'est aussi le cas dans la plupart des pays européens, en particulier ceux qui, comme l'Allemagne, disposent d'un système de domiciliation des citoyens permettant la localisation géographique et, donc, l'inscription automatique du corps électoral.

### L'abstention due à la non-reconnaissance du vote blanc
En France, jusqu’au 1er avril 2014, le vote blanc n'était pas reconnu par les institutions, ce qui pouvait pousser certains électeurs à préférer l'abstention plutôt que de voir leur absence de choix interprétée comme un vote nul.
Bien que leur statut ait changé, les votes blancs sont comptés à part : « Les bulletins blancs sont décomptés séparément et annexés au procès-verbal. Ils n'entrent pas en compte pour la détermination des suffrages exprimés, mais il en est fait spécialement mention dans les résultats des scrutins ». Cette mesure ne donne donc pas au vote blanc le même poids qu'à un vote non blanc.

### Moyens proposés de lutte contre l'abstention
Les démocraties et certains partis politiques s'inquiètent des conséquences d'un taux d'abstention souvent relativement élevé dans les pays développés et s'efforcent de le réduire.
- Une première idée est de sanctionner l'abstention. La sanction financière est pratiquée en Belgique depuis 1893[8], et ce pays a l'un des taux d'abstention parmi les plus bas d'Europe (environ 9 % pour les Élections européennes de 2004, pour 44 % en moyenne dans l'Union européenne). Des mesures similaires ont été adoptées dans d'autres pays : Luxembourg, Pays-Bas, Italie, Danemark, Grèce, Autriche ; ainsi que dans certains cantons suisses, et hors de l’Europe : en Australie, en Turquie, au Costa Rica, au Brésil, en Argentine. L’obligation de voter réduit fortement le taux d’abstention ; pourtant, cette méthode reste fort discutée. Ses opposants[Qui ?] lui reprochent de ne pas prendre en compte les raisons qui poussent les électeurs à l’abstention. Ses partisans[Qui ?] répondent qu’ils peuvent se servir du vote blanc et qu’ils peuvent inscrire sur les bulletins ce qu’ils pensent des partis ou des personnalités en place, ce que font sans doute des électeurs[réf. nécessaire].
- Certains changements techniques dans la manière de voter sont succeptibles d'améliorer la satisfaction de l'électeur et donc peut-être la participation électorale[9]. C'est cas lorsque la forme du bulletin de vote laisse une plus grande latitude à l'electeur dans son expression (vote par évaluation de tous les candidats, possibilités de vote préférentiel dans les scrutins de liste, vote unique transférable). C'est le cas aussi lorsque le résultat du vote reflète plus finement la volonté des électeurs (système non exclusivement majoritaires, problématique de la représentation des minorités).
- Une des solutions évoquées sur Usenet[10] est le vote négatif. Deux modalités sont envisagées : dans la première, des votes positifs et des votes négatifs sont comptabilisés ; dans la seconde, les participants n’expriment que des votes négatifs, et le résultat du scrutin est donc le choix qui emporte le moins de votes.
- Il existe d'autres méthodes, comme expliquer le fonctionnement des institutions politiques, ou encore débattre ouvertement des points de vue qui séparent les différents partis politiques.
- Une autre méthode proposée consiste à donner réellement le pouvoir aux populations dans les choix politiques de leur vie, par le moyen du mandatement impératif plutôt que par la représentation majoritaire (qui ne donne finalement aucun pouvoir aux individus, seuls les intermédiaires politiques ayant un pouvoir de décision, une fois élus). Cette solution a l'avantage de rendre le pouvoir à la population qui peut ainsi s'auto-déterminer. C'est d'ailleurs une revendication très forte chez les abstentionnistes les plus politisés.[réf. souhaitée] En France, le mandatement impératif est considéré comme nul par la Constitution de la Ve République[11].

### Définition lexicale et interprétation du mot
Selon le chercheur et politologue Denis Barbet, le recours à l'abstention est « le signe d'une crise de la démocratie représentative », mais, le phénomène ayant tendance à s'amplifier et à être de plus en plus commenté, il reconnait que ce « vote négatif » demande une vision plus approfondie et entreprend d'étudier le phénomène dans le champ lexical,[pas clair].
Ainsi, l'abstention peut être considérée comme un « refuge », un « retrait ». Celle-ci est souvent indirectement évoquée en négatif de la participation: une hausse de l'abstention sera décrite comme une « chute de la participation » et inversement, une baisse d'abstention sera décrite comme un « sursaut » ou un « élan ». L'abstention est décrite comme une exclusion quand ces mêmes médias évoquent le fait que « des Français […] sont restés en dehors de la décision électorale ». Enfin, il n'est pas rare de lire ou d'entendre les termes de « manque », d'« absence », voire de « grève » ou d'« incivisme » des électeurs.
Denis Barbet conclut que des associations récurrentes donnent à cette action un côté négatif, s'opposant à la norme du devoir électoral, introduisant un langage dominant qui associe l'abstention à un fait anormal.

## L'abstention aujourd'hui
Le civisme électoral s'est récemment affaissé dans les démocraties libérales. Les élections européennes, les dernières à avoir été mises en place dans ces pays, tirent considérablement vers le bas les courbes. Pourtant, c'est l'Afrique et le Moyen-Orient qui sont à la traîne de la participation électorale dans le monde, et l'orientation est à la dégradation des diverses situations démocratiques et partant électorales dans cette vaste région du monde. Au contraire de l'Asie centrale ainsi que de la Turquie, quoique musulmans comme la dernière zone citée, mais qui ont des régimes hérités de la défunte Union soviétique, autoritaires, où la famille au pouvoir sait éviter toute contestation sérieuse du régime comme toute abstention électorale.

### En France
En France, le vote n'est obligatoire qu'aux élections sénatoriales pour les grands électeurs (conseillers municipaux, départementaux, régionaux et députés) qui se voient, en cas d’abstention, infliger une amende de 100 €.

### En Belgique
Dans le royaume de Belgique, le vote est obligatoire, mais l’abstentionnisme reste important, car les amendes ne sont pas effectives . Par ailleurs, dans ce même pays, 90 % des résidents des maisons de repos ne votent plus, l'une des raisons invoquées étant la mobilité réduite.

### Au Canada (Québec)

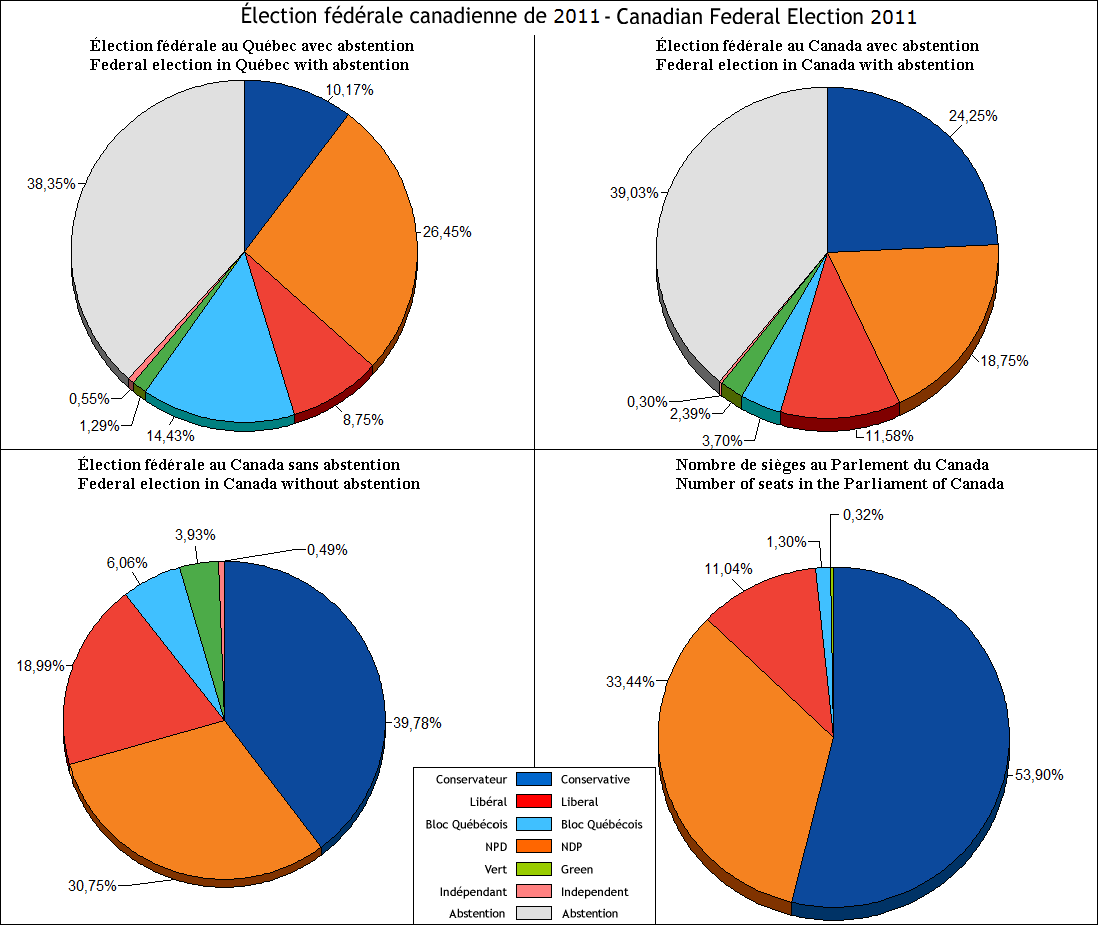
Résultats comparatif de l'élection fédérale canadienne de 2011, avec ou sans abstention (sans prise en compte des votes blanc et nul).

Au Québec, durant la période électorale, certains groupes d'extrême-gauche font explicitement campagne pour l'abstention. C'est le cas, par exemple, de l'Union communiste libertaire, qui diffuse un site internet à cet effet.
Par ailleurs, il existe depuis le 9 avril 2009 une formation politique explicitement abstentionniste: le Parti nul. Le Parti nul milite afin que les personnes remettant en cause la légitimité du système parlementaire britannique ou n'ayant aucune confiance envers les autres formations politiques ne soient pas obligées de s'abstenir de voter ou de présenter un bulletin blanc ou de cocher en faveur de tous les candidats inscrits.
Le Parti nul demande en effet qu'il y ait, lors des prochaines élections, une case "Aucune de ces réponses" ou "Abstention" sur les bulletins de vote afin que les électeurs puissent un jour manifester leur mécontentement, au lieu de voir leur suffrage être automatiquement rejeté par le Directeur général des élections,,.

## Les causes de l'abstention

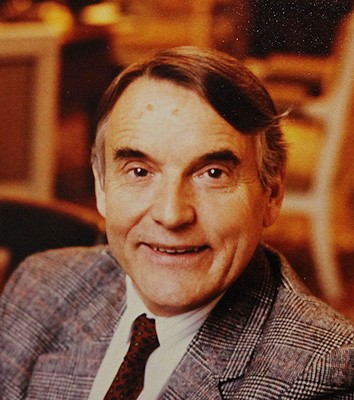
Le, ancien membre du Conseil constitutionnel, est le premier auteur reconnu par la communauté scientifique à publier une étude sociologique sur les causes de l'abstentionnisme en France.

À la suite d'un appel effectué auprès de ses lecteurs abstentionnistes lors de l'élection présidentielle de 2017, le journal Le Monde a collecté divers témoignages. La plupart d'entre eux, sans forcément être engagés dans une cause politique avouent leurs dégoûts ou leurs rejets de la politique et vont même jusqu'à militer pour une reconnaissance de ce choix ou du vote blanc. Certaines personnes interrogées militent également pour d'autres façons de voter (dites "alternatives" dans l'article) et du mode de choix pour le peuple de désigner ses représentants.
La sociologue et politologue française Anne Muxel, partage les abstentionnistes en deux catégories :
1. Ceux qui inscrivent la démarche dans une vision politique en exprimant une sanction émise à l'encontre des candidats et des partis en lice.
2. Ceux qui ne s'intéressent pas à la politique et qui ne s'estiment proches d'aucun parti. Ils restent loin de toute forme de participation et d'implication politiques. En raison de leurs problèmes individuels (souvent d'ordre social), ils sont davantage impliqués dans l'idée du refus et d'une contestation de la société civile.

À la suite d'une forte abstention en France lors des élections régionales françaises de 2021, un sondage commandé par le Figaro annonce que pour un abstentionniste sur deux, la défiance et le désintérêt sont à l'origine de ce non vote, de très nombreux français expliquant qu'il s'agit d'un « signe révélateur d'une rupture entre les citoyens et la vie politique. »

### L'abstention involontaire
Elle représente environ 10 % de l'abstention et se compose des :
- « faux inscrits » qui représentent dans l'exemple de la France entre 4 et 5 % des inscrits[26] ;
- malades ou absents au moment du vote qui représentent [Où ?] 5,5 % des inscrits.

### L'abstention volontaire

#### Étude historique
Le politologue Alain Lancelot distingue dans son livre L'abstentionnisme électoral en France (publié en 1968) différents types d’abstentionnisme (et donc de causes de cette abstention).
Selon cet auteur, l'abstentionnisme électoral a longtemps été ignoré par la classe politique. L'ouvrage est une des premières études historiques consacrées à ce phénomène et reprend toutes les expériences électorales depuis la Révolution avec une analyse détaillée et une étude sociologique.
L'ouvrage relève plusieurs catégories d'abstentionnistes dont le nombre, l'évolution et les motivations sont multiples et différents. L'abstentionnisme peut ainsi être accidentel, lié à une attitude politique conditionnée par la conjoncture électorale, mais aussi relever d'une norme culturelle rejetant la société.
Une attitude politique

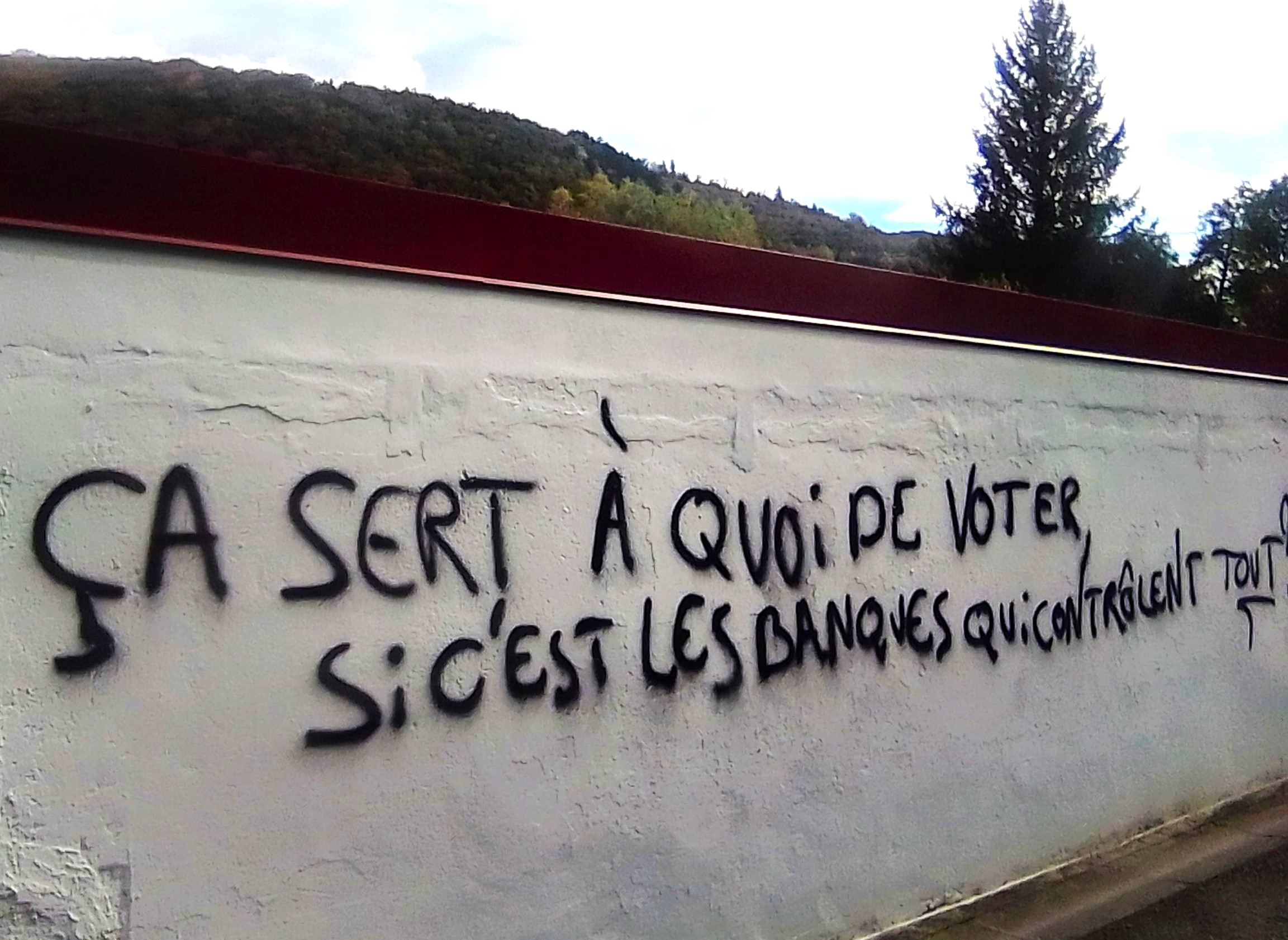
Graffiti sur un mur à Charavines (Isère) en 2024.

Dans les courants anarchistes, l'abstention volontaire est une position dominante. Les anarchistes refusent le principe de représentation politique qui est perçu comme une confiscation de la parole de l'individu. En outre, ils privilégient le consensus et s'opposent au principe de la majorité simple, qui implique qu'une petite majorité peut imposer son point de vue aux minorités. S'il existe quelques exemples d'organisations anarchistes appelant à voter, comme Alternative Libertaire qui avait appelé à voter non au référendum sur le traité constitutionnel européen, ces prises de position sont rares.
Une attitude religieuse
L'abstention volontaire peut être aussi motivée par des raisons religieuses. Par exemple, un certain nombre de courants du christianisme, estimant que le chrétien, bien que vivant dans le monde, ne lui appartient pas mais appartient à une patrie spirituelle qui « n'est pas du monde », doit s'abstenir de prendre part aux questions politiques en raison de leur origine mondaine. Ces courants invoquent par exemple l'évangile selon Jean (ch. 17, vv. 16 et 18) : « Ils ne sont pas du monde, comme moi je ne suis pas du monde. (…) Comme tu m'as envoyé dans le monde, je les ai aussi envoyés dans le monde ». Parmi ces mouvements, les Témoins de Jéhovah sont peut-être les plus connus bien qu'ils n'interdisent plus à leurs membres d'être inscrit sur les listes électorales de leurs pays respectifs.

#### Abstention et pandémie
Lors de la crise sanitaire liée à la pandémie du Covid-19, une abstention très importante a été enregistrée par les autorités au cours des élections municipales de 2020 en France, celle-ci, selon de nombreux commentaires de presse, est liée aux risques perçus par la population d'attraper et de transmettre le virus, entraînant ainsi certaines contestations quant à la validité du vote.

### L'abstention en tant que revendication politique

#### Arguments des abstentionnistes
Élisée Reclus

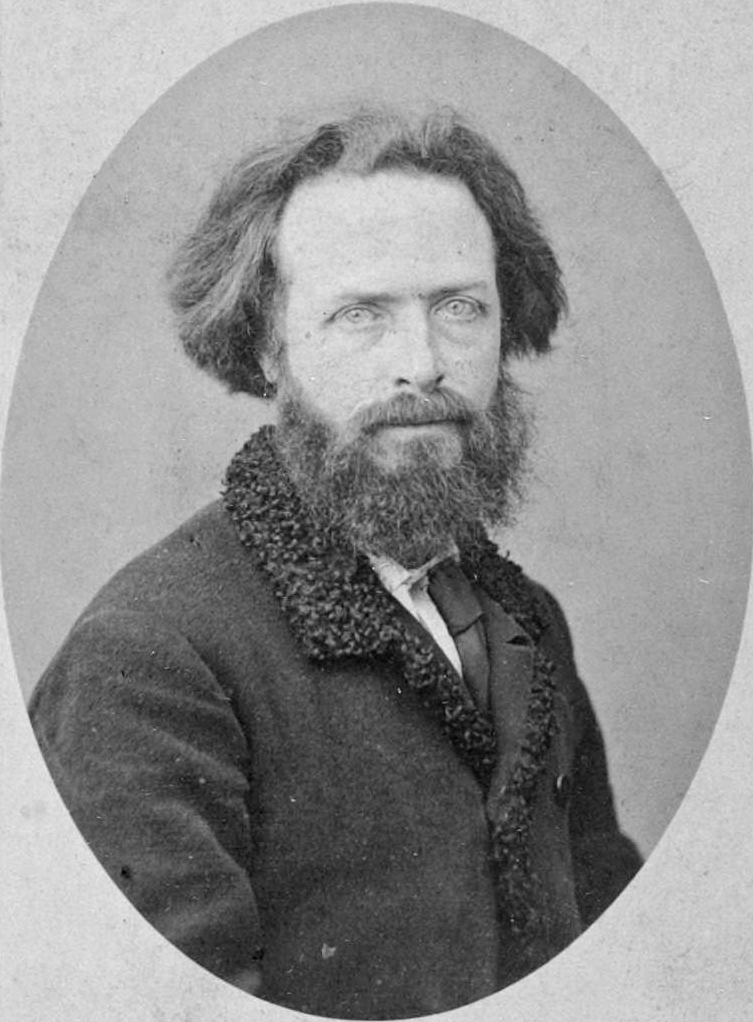
Élisée Reclus, auteur de la lettre commençant par les mots « Voter, c'est abdiquer ».

Lors de l'année 1885, géographe libertaire et militant anarchiste français Élisée Reclus envoie un courrier à un autre militant anarchiste dénommé Jean Grave, depuis la Suisse. Il y décrit, sa position et sa défiance des démocraties telle que la France et avance ses argumentations en ces termes:
«  Voter, c'est abdiquer ; nommer un ou plusieurs maîtres pour une période courte ou longue, c'est renoncer à sa propre souveraineté. Qu'il devienne monarque absolu, prince constitutionnel ou simplement mandataire muni d'une petite part de royauté, le candidat que vous portez au trône ou au fauteuil sera votre supérieur. Vous nommez des hommes qui sont au-dessus des lois, puisqu'ils se chargent de les rédiger et que leur mission est de vous faire obéir. »
Jean-Paul Sartre

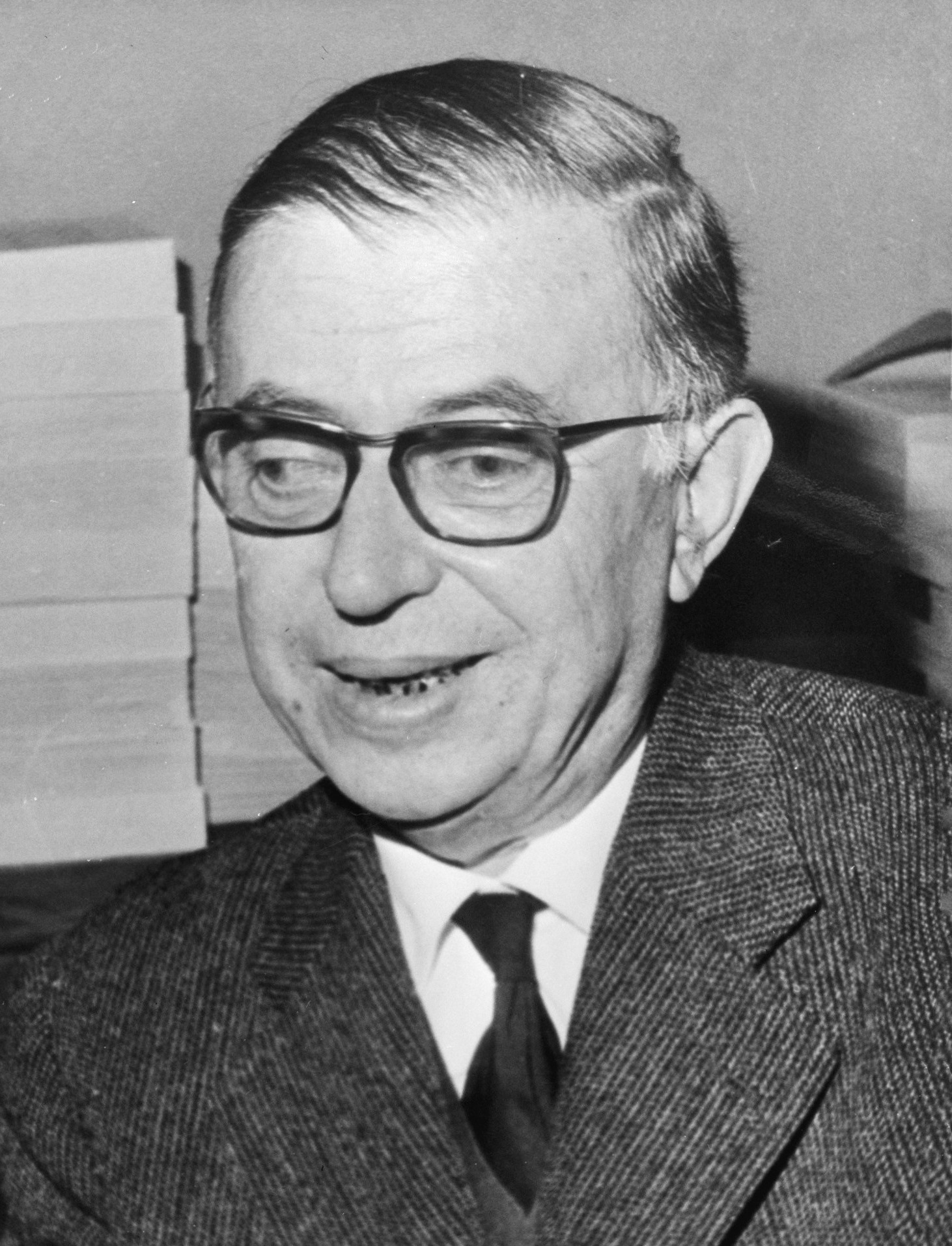
Jean-Paul Sartre, auteur du pamphlet « Élections, pièges à cons ».

En 1973, le philosophe français, Jean-Paul Sartre, écrit dans la revue Les Temps modernes, un texte dénommé « Élections, piège à cons » dans lequel il argumente ainsi : 
«  L'isoloir planté dans une salle d'école ou de mairie est le symbole de toutes les trahisons que l'individu peut commettre envers les groupes dont il fait partie. »
 Pour cet écrivain, ce n'est pas le principe démocratique qui doit être remis en cause, mais son système de fonctionnement factuel. Il considère que le choix démocratique ne peut s'exprimer qu'au travers d'une expression directe, sans intermédiaire, le pouvoir politique devant être remis à des représentants que dans un cadre très limité. Le système de fonctionnement des scrutins en France et en Europe occidentale est donc extrêmement éloigné de ce point de vue.
Antoine Buéno

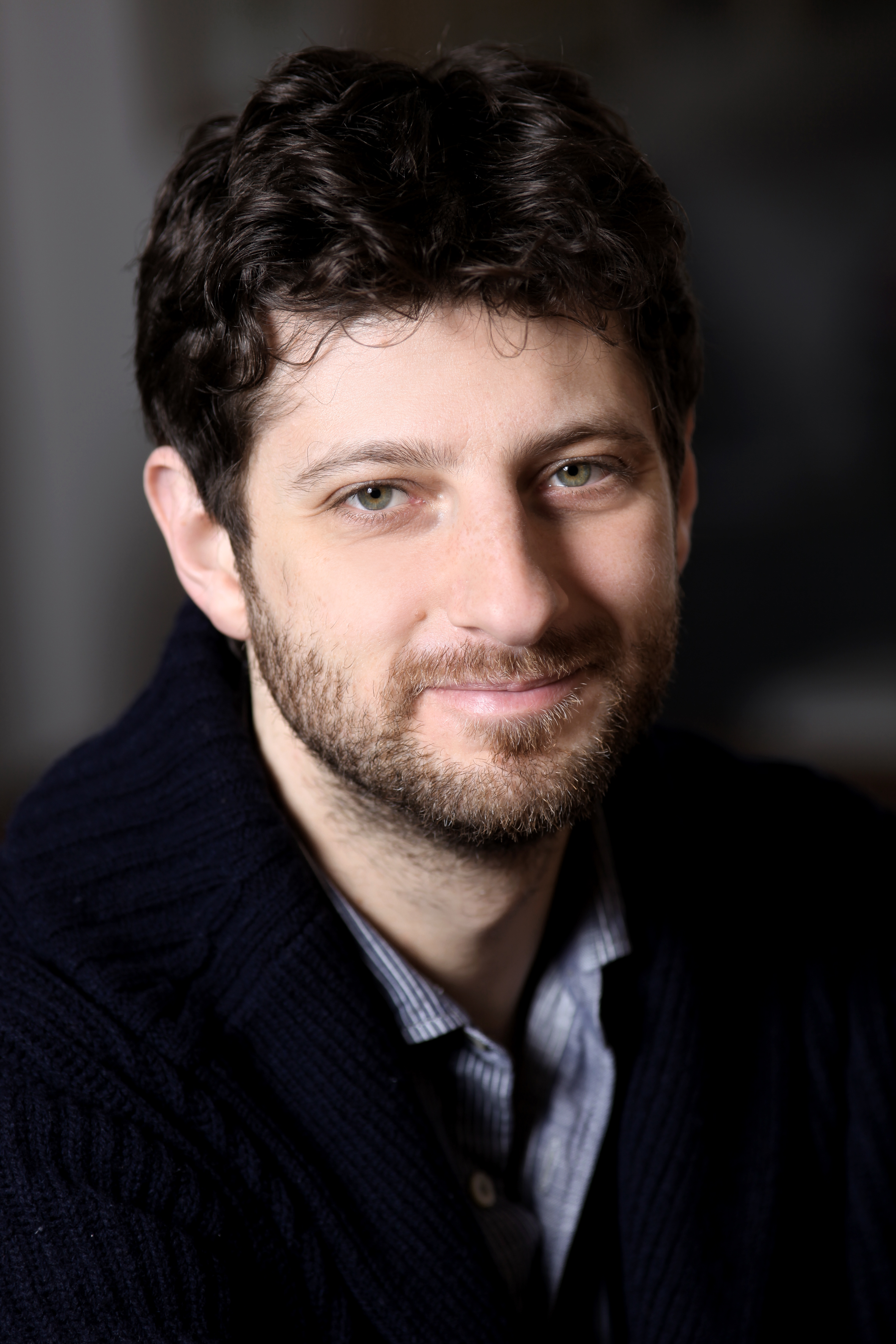
Antoine Buéno, auteur d'un manifeste sur l'abstention.

En 2017, l'écrivain prospectiviste français, Antoine Buéno, fait publier No vote ! Manifeste pour l'abstention, un livre préfacé par Michel Onfray, peu de temps avant le scrutin de l'élection présidentielle française de 2017. Lors d'une interview publié par le journal 20 minutes, l'écrivain explique l'abstention, ainsi :
«  Il y a deux catégories de personnes qui ne votent pas. D’une part, il y a les personnes qui ne sont pas politisées, qui se sentent dépassées. D’autre part, il y a celles qui sont très politisées et qui ne cautionnent plus la politique [le système représentatif, NDLR]. Il vaut quand même mieux être dans la deuxième catégorie et savoir exactement pourquoi on ne va pas au bureau de vote. »

#### Mouvements organisés d'abstentionnistes
Un mouvement d'abstentionnistes, encore très marginal, s'est mis en place lors de la dernière élection présidentielle française de 2017. Quelques antennes ont été créées, au niveau local, à l'initiative de l'humoriste (sur le web), Franck Renda, afin d'informer les électeurs de l'existence de bureaux d'abstention. Selon l'organisateur : 
« C'est une première mondiale […] les abstentionnistes peuvent se rendre au bureau le plus proche de chez eux. Nous installerons une urne et préparerons des bulletins "je m'abstiens". C'est l'occasion de discuter ensemble et de montrer que l'offre politique ne nous convient pas. »
Ce mouvement, dit des Bureaux d'abstention, aurait regroupé, selon l'organisateur, plus de 25 000 abonnés sur sa page Facebook, en 2017, entraînant certaines inquiétudes, au niveau local.
Un autre mouvement, également assez marginal, dénommé Parti des Abstentionnistes et des Sans-voix, revendique la même idée et ses membres tentent de faire connaître leur position, lors de cette même période électorale, en France.

### L'abstention par manque d'intégration sociale
Les électeurs jeunes, les électeurs les plus âgés, les chômeurs, les membres des milieux populaires les plus pauvres ont tendance à s'abstenir davantage que les hommes, les adultes, les actifs et les cadres supérieurs.
D'autres variables liées au territoire peuvent intervenir : dans l'exemple français, dans la Creuse, le Rhône-Alpes, le Bas-Rhin : les électeurs sont traditionnellement plus abstentionnistes. Le contexte social est également important : il y a plus de participation en milieu rural, moins de participation en banlieues urbaines. Les lignes clivantes relevées sont rural/urbain, et la perception du vote comme devoir civique et du vote comme droit.

### L'abstention liée à l'organisation de la consultation électorale
De nombreux facteurs agissent sur la mobilisation électorale :
- l'enjeu institutionnel et politique de la consultation ;
- la configuration de l'offre politique ;
- la distance entre deux consultations ;
- l'ampleur de la mobilisation des candidats ;
- la médiatisation ;
- la personnalisation.

Cette abstention stimule la création de nouveaux mouvements politiques, afin, selon leurs déclarations, de « renverser cette consultation aristocratique et sporadique, et rendre au citoyen son pouvoir de démocrate »,.

### L'abstention programmée par des algorithmes utilisant des données personnelles
Vers le milieu des années 2010, un logiciel spécifique dit Ripon (qui est aussi une plateforme logicielle), parfois présentée comme incluant une intelligence artificielle (AI), intègre des algorithmes utilisant le big data (dont des données personnelles volées sur des dizaines de millions de comptes Facebook), à des fins de micro-ciblage d'électeurs, en visant à manipuler leurs émotions pour modifier leurs intentions de vote (ou les inciter à être abstentionnistes, si le logiciel les a classé parmi ceux qui ne changeront pas d'avis politique),.

### L'effet supposé de la télévision
En comparant la participation électorale par ville en fonction de la date d'introduction de la télévision aux États-Unis, l'économiste Matthew Gentzkow montre que l'introduction de ce média a eu un fort effet sur la baisse de la participation électorale. Cet effet s'explique principalement par une baisse de la lecture des journaux et de l'écoute de la radio qui conduisent à une baisse des connaissances politiques.

### Un signe de la crise de la démocratie représentative
La montée de l'abstentionnisme au cours des dernières années est considérée dans les commentaires politiques comme l’un des principaux signes d’une crise de la démocratie représentative. C'est l'une des raisons pour lesquelles il est nécessaire, selon plusieurs experts en droit constitutionnel, de repenser les fondements et modalités de la représentation.

## Conséquences de l'abstention

### Conséquences supposées
Des sondages publiés en France, durant l'année 2015, peuvent laisser à penser que l'abstention n'a pas de conséquence sur le résultat du premier tour d'une élection.
Cependant, selon le journal français Libération, qui publie, en 2017, un article écrit par un administrateur de l'INSEE, l’action de cette abstention devient plus épisodique, selon la nature du suffrage, et elle rend plus difficile les prévisions électorales.

Pour cet administrateur de l'INSEE, auteur de l'article, Michel Fansten, la raison de cette difficulté tient à la technique des sondages électoraux, car les prévisions reposent en fait sur le décompte des intentions de vote d’un échantillon représentatif d’électeurs et s'appuie sur le vote des électeurs considérés comme représentatifs et interrogés lors des élections antérieures. Toujours selon l'auteur de cet article : 
« à partir du moment où l’abstention est fluctuante, et affecte inégalement les électorats des candidats, la représentativité de l’échantillon est faussée, et la prévision se trouve biaisée. »

### Conséquences directes
En Hongrie, durant le scrutin du 2 octobre 2016, un taux d'abstention de 60,1 % provoque l'annulation d'un référendum qui avait été organisé par le président Viktor Orbán, afin de rejeter les normes d'accueil de réfugiés de l'Union européenne.

## Citations et expressions sur l'abstention

### Citations
- Coluche (humoriste et acteur, France) :

« Si voter changeait quelque chose, il y a longtemps que ça serait interdit. »
- Roland Topor (Écrivain et dessinateur, France)

« Je respecte trop la démocratie pour risquer de la dérégler en votant. »
- Reine Malouin (femme de lettres, Canada) :

« L'abstention est un recul avant de devenir une lâcheté. »
- Bill Watterson (peintre, scénariste et dessinateur de bande dessinée, États-Unis) :

« Quand je serai grand, je ne lirai pas le journal, je ne m'intéresserai pas aux grands problèmes et je n'irai pas voter. Comme ça, je pourrai me plaindre de ne pas être représenté par le gouvernement. »

### Expression sur l'abstention
- « Voter avec ses pieds » est une façon d'exprimer son mécontentement en refusant de participer à un scrutin, voire en quittant un État. C'est notamment un outil pour renforcer la liberté politique : la capacité de la population à choisir le régime politique sous lequel elle souhaite vivre.